# Umar Shaikh Mirza I
Mu'iz-ud-din Umar Shaikh Mirza (1356-febrero 1394) (en persa: عمر شیخ میرزا‎) fue miembro de la dinastía Timurida e hijo de su fundador, el conquistador de Asia Central Timur. Conocido por ser un guerrero experto, Umar Shaikh fue uno de los comandantes de Timur y también se desempeñó como gobernador regional. Murió en 1394, precediendo a su padre por más de una década.

## Nacimiento y carrera temprana
Umar Shaikh Mirza fue uno de los cuatro hijos de Timur que sobrevivieron a la infancia. Su madre, Tolun Agha, era una concubina.
Existe cierto desacuerdo con respecto a si Umar Shaikh era el mayor de los hijos de Timur o lo era su hermano, Jahangir Mirza. El Mu'izz al-Ansab ('El glorificador de las genealogías'), la fuente más importante sobre la familia real timúrida durante ese período, es contradictorio en este punto. Afirma que Jahangir era el mayor, pero la familia de Umar Shaikh se presenta primero en la genealogía, lo que implicaría que habría nacido primero. Otras fuentes narrativas, como el Zafarnama de Nizam-ud-din Shami, y el libro de Yazdi del mismo nombre apoyan la idea de que Umar Shaikh era el mayor.
Umar Shaikh demostró ser un guerrero consumado y un jinete experto, participando en muchas de las campañas de su padre. En 1376, Timur lo nombró gobernador de Ferganá.

## Guerra contra Tokhtamysh
En 1388, estalló la guerra entre Timur y su antiguo aprendiz, el khan de la Horda de Oro, Tokhtamish. Para este punto, Tokhtamish y Timur ya se habían comprometido varias veces.
Las tierras de Timur fueron atacadas en dos frentes; Tokhtamish lanzó su asalto desde Bujará mientras que su aliado, Qamar-ud-din Dughlat, lo hizo desde Ferganá. Al mismo tiempo, una rebelión estalló en la provincia de Corasmia. Umar Shaikh fue enviado contra Dughlat, mientras que Timur marchó contra Tokhtamish. Dughlat fue rápidamente derrotado por el príncipe, lo que llevó a Tokhtamish a huir del avance de Timur. En este punto, Timur desvió su atención hacia Corasmia y reprimió brutalmente la rebelión, lo que resultó en la devastación de la región.
Tokhtamish una vez más intentó atacar en el invierno de ese año, pero fue derrotado nuevamente, esta vez por Umar Shaikh. Timur expulsó al Khan de sus tierras y en 1391 lanzó una contraofensiva contra él. Esto culminó en la batalla del río Kondurcha, que tuvo lugar en el territorio del Volga. Umar Shaikh dirigió el ala izquierda del ejército, su hermano Miran Shah, el derecho, su sobrino Muhammad Sultan el centro y Timur mismo la retaguardia. Aunque inicialmente indecisa, la batalla pareció cambiar de favor cuando el contingente de Umar Shaikh se separó del ejército principal y casi se vio abrumado. Sin embargo, esto se evitó cuando el propio Tokhtamish se vio obligado a abandonar el campo mientras estaba bajo el ataque de Timur, lo que provocó confusión y pánico entre sus tropas. El ejército de la Horda de Oro fue derrotado y obligado a huir, los soldados fueron perseguidos y ejecutados por los timuríes. El número de muertos en la batalla se estimó en 100,000 hombres y mujeres.

## Muerte
En 1393, Timur derrotó a la dinastía persa muzafárida con la captura y ejecución de su último monarca, el Shah Mansur. Timur otorgó el antiguo territorio de Fars del reino a Umar Shaikh para que lo administrara como gobernador. El antiguo cargo de sobernao de Ferganá fue entregado a otro de sus hijos, Iskandar Mirza.
Sin embargo, Umar Shaikh no pudo mantener el cargo durante mucho tiempo. En 1394, mientras respondía a la llamada de su padre, Umar Shaikh fue asesinado después de recibir un flechazo en el cuello lanzado desde la fortaleza kurda de Kharmatu, cerca de la ciudad de Bagdad. Al parecer, Timur no mostró ninguna emoción al enterarse de la muerte de su hijo.
La gobernación de Umar Shaikh fue entregada a su hijo mayor, Pir Muhammad, mientras que su cuerpo fue escoltado por sus esposas y su hijo menor, Iskandar, a la ciudad de Kesh (hoy en día Shahrisabz). Allí, fue enterrado junto a su hermano en la tumba de Jahangir que forma parte del complejo del mausoleo Dorussaodat. Actualmente, la tumba es la parte mejor conservada sobreviviente de la edificación.